# Mexicaanse algemene verkiezingen 2018
De Mexicaanse algemene verkiezingen van 2018 vonden plaats op zondag 1 juli. Er werd gestemd voor:
- Een president, de opvolger van Enrique Peña Nieto. De president zal  dienen van 1 december 2018 tot 1 oktober 2024. De termijn is 5 jaar en 10 maanden in plaats van de normale 6 jaar, om de lange transitieperiode te verkorten.
- 128 senatoren. Elke staat levert 3 senatoren, namelijk twee voor de partij met de meeste stemmen en een voor de partij met de op een na meeste stemmen per staat. De overige 32 senatoren worden via landelijke evenredige vertegenwoordiging gekozen. De senatoren zullen 6 jaar dienen.
- 500 leden voor de kamer van afgevaardigden. 300 worden via kiesdistricten gekozen en 200 worden door evenredige vertegenwoordiging bepaald. De afgevaardigden zullen 3 jaar dienen.

Tegelijkertijd vonden er gouverneursverkiezingen plaats in Chiapas, Guanajuato, Jalisco, Morelos, Puebla, Tabasco, Veracruz en Yucatán en werd in Mexico-Stad een regeringsleider gekozen. Verder vonden er veel verkiezingen plaats voor burgemeesters en gemeentebesturen.

## Presidentsverkiezingen

### Kandidaten
Negen politieke partijen waren door het Nationaal Electoraal Instituut erkend om deel te kunnen nemen aan de landelijke verkiezingen van 2018: PRI, PAN, PRD, Morena, PT, PVEM, MC, PANAL en PES. Deze negen partijen vormden drie allianties met drie partijen in elke alliantie. Aan de presidentsverkiezingen namen derhalve drie kandidaten deel die gesteund werden door een politieke partij. Elk van de kandidaten werd gesteund door een alliantie van drie partijen.
Daarnaast konden onafhankelijke kandidaten toegelaten worden indien ze ondersteund werden door ten minste 1% van de landelijke nominale kiezerslijst, in dit geval 866.593 handtekeningen, met ten minste 1% van de nominale kiezerslijst in ten minste 17 verschillende deelstaten. Van de 48 onafhankelijke kandidaten die zich meldden lukte het twee personen om aan deze eisen te voldoen: Jaime Rodriguez Calderón en Margarita Zavala. Laatstgenoemde, de echtgenote van voormalig president Felipe Calderón, trok zich zes weken voor de verkiezingen terug.
De volgende vier politici waren derhalve kandidaat bij de presidentsverkiezingen van 2018:
- Ricardo Anaya Cortés, kandidaat voor de alliantie Por México al Frente gesteund door de Nationale Actiepartij (PAN), de Partij van de Democratische Revolutie (PRD) en de Partij van de Burgerbeweging (MC).
- José Antonio Meade Kuribreña, voormalig minister van Financiën in het kabinet van Enrique Peña Nieto, kandidaat voor de alliantie Todos por México gesteund door de Institutioneel Revolutionaire Partij (PRI), de Groene Ecologische Partij van Mexico (PVEM) en de Nieuwe Alliantie.
- Andrés Manuel López Obrador, voormalig burgemeester van Mexico-Stad, kandidaat voor de alliantie Juntos Haremos Historia gesteund door Morena, de Partij van de Arbeid (PT) en de Sociale Ontmoetingspartij (PES). López Obrador was voor de derde maal presidentskandidaat.
- Jaime Rodriguez Calderón, voormalig gouverneur van Nuevo León, onafhankelijk kandidaat.

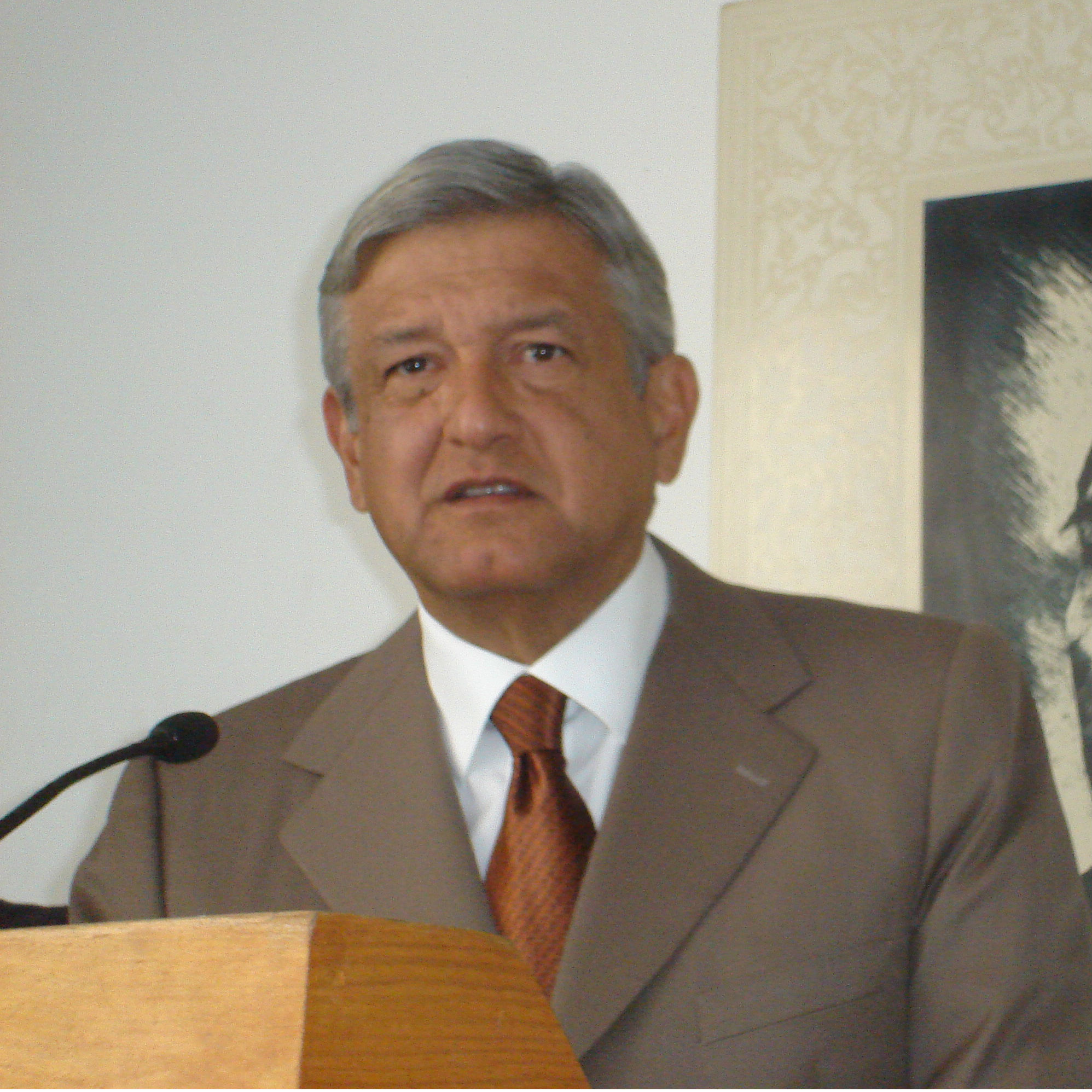
Andrés Manuel López Obrador
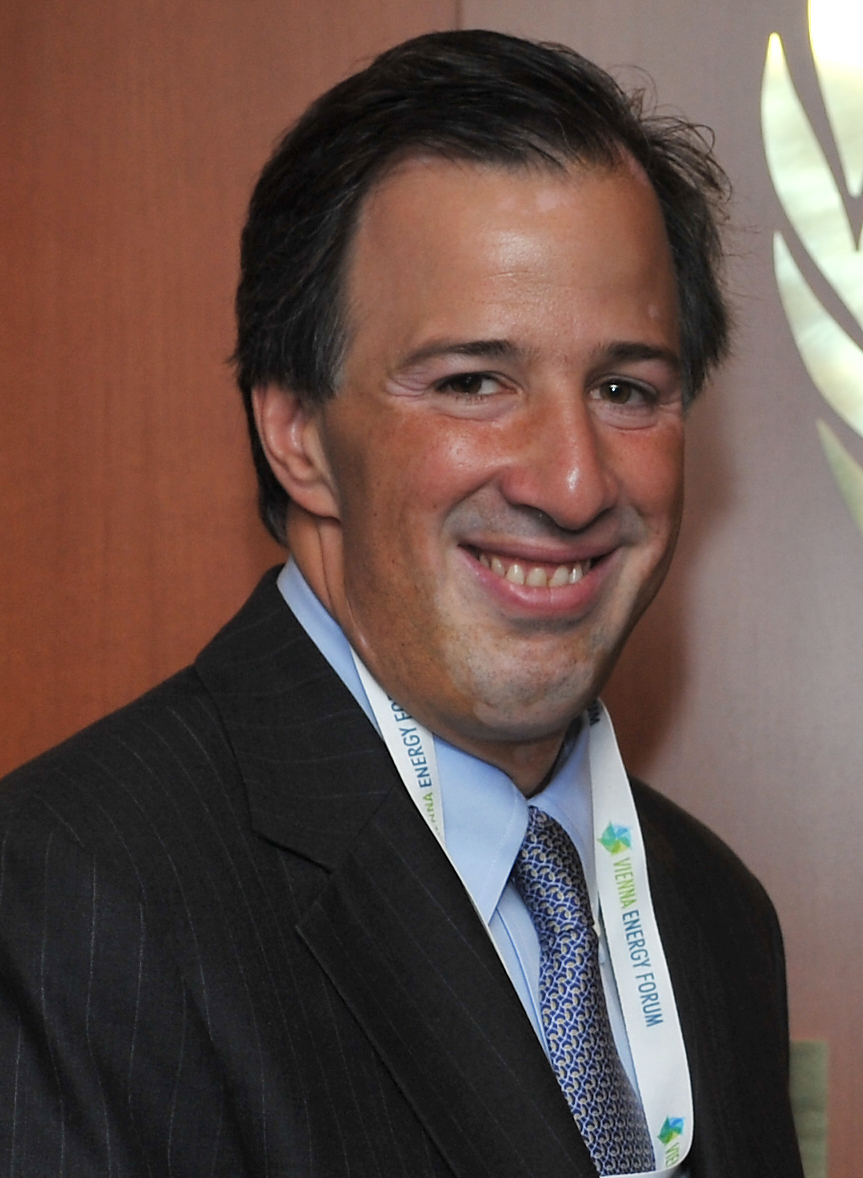
José Antonio Meade Kuribreña
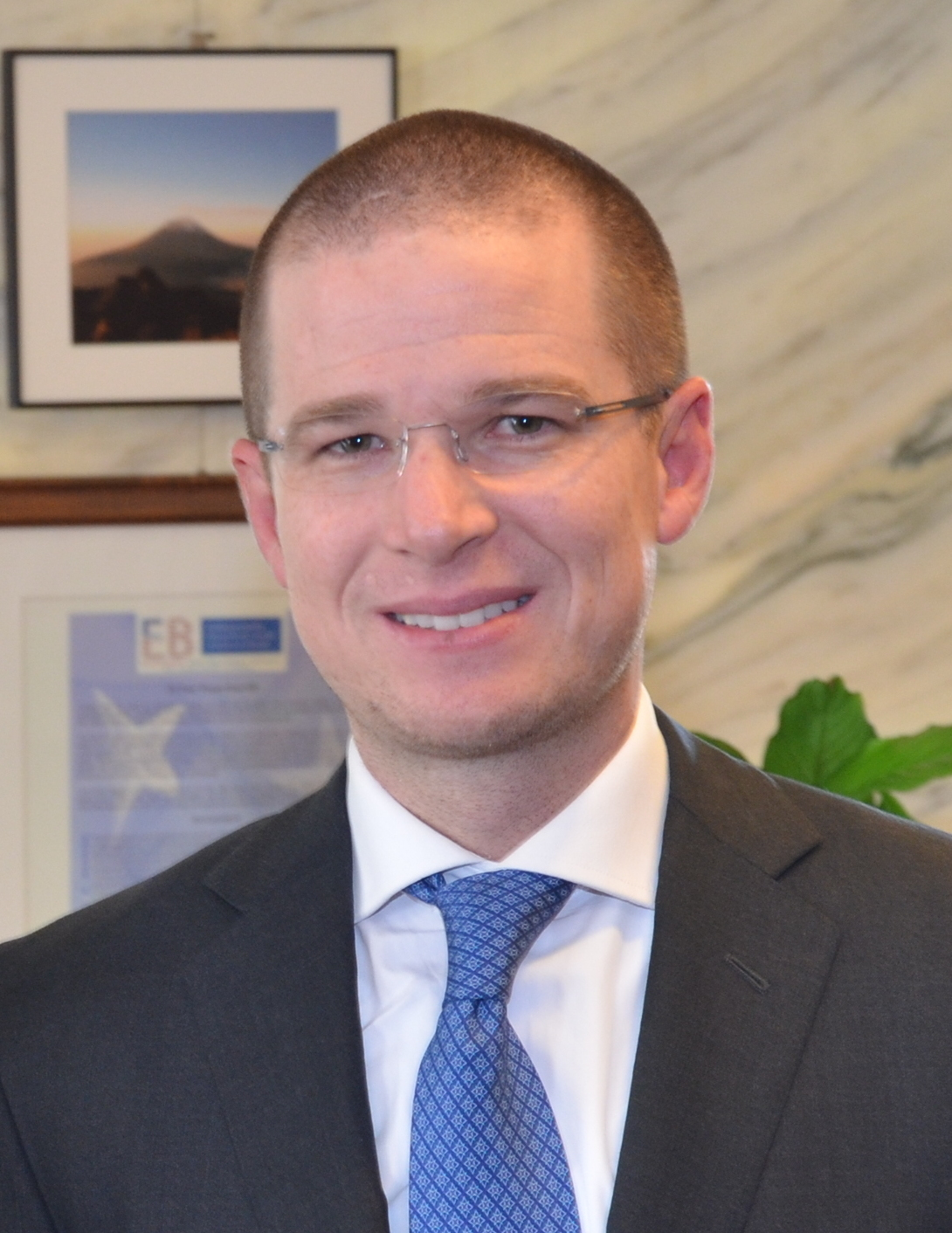
Ricardo Anaya Cortés
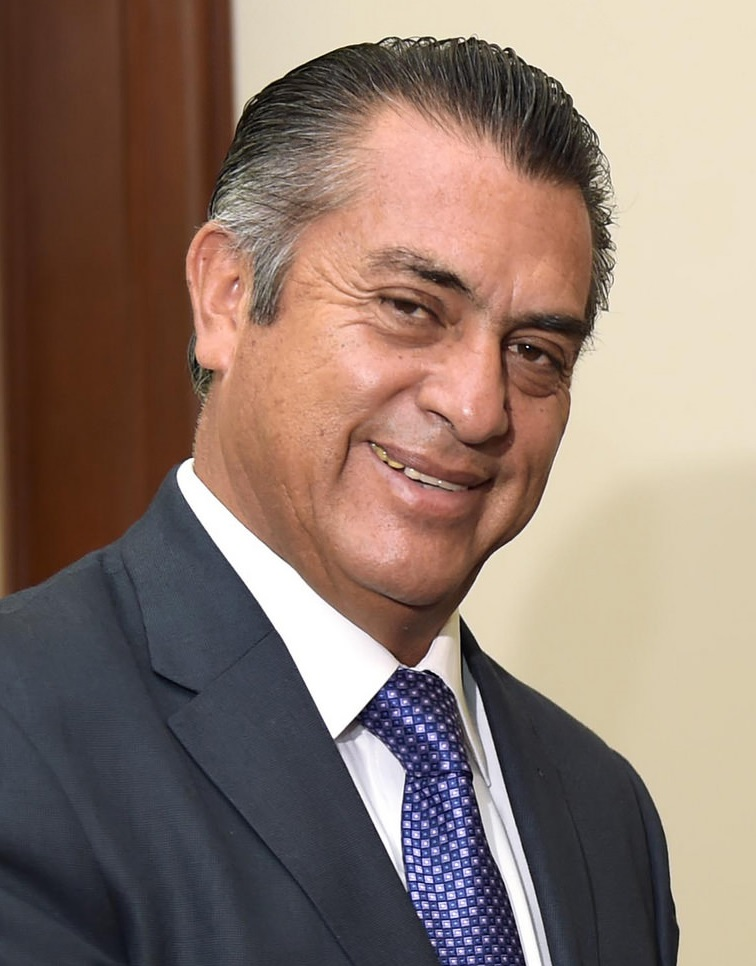
Jaime Rodriguez Calderón

### Officiële uitslagen
| Kandidaat                                                          | Alliantie                                                  | Per alliantie | Per alliantie | Partij(en)    | Per partij | Per partij |
| Kandidaat                                                          | Alliantie                                                  | Stemmen       | Percentage    | Partij(en)    | Stemmen    | Percentage |
| ------------------------------------------------------------------ | ---------------------------------------------------------- | ------------- | ------------- | ------------- | ---------- | ---------- |
| Andrés Manuel López Obrador                                        | Juntos Haremos Historia (Samen gaan we geschiedenis maken) | 30.113.483    | 53,19%        | Morena        | 25.186.577 | 44.49%     |
| Andrés Manuel López Obrador                                        | Juntos Haremos Historia (Samen gaan we geschiedenis maken) | 30.113.483    | 53,19%        | PT            | 3.396.805  | 6,00%      |
| Andrés Manuel López Obrador                                        | Juntos Haremos Historia (Samen gaan we geschiedenis maken) | 30.113.483    | 53,19%        | PES           | 1.530.101  | 2,70%      |
| Ricardo Anaya Cortés                                               | Por México al Frente (Vooruit voor Mexico)                 | 12.610.120    | 22,28%        | PAN           | 9.996.514  | 17,66%     |
| Ricardo Anaya Cortés                                               | Por México al Frente (Vooruit voor Mexico)                 | 12.610.120    | 22,28%        | PRD           | 3.396.805  | 2,83%      |
| Ricardo Anaya Cortés                                               | Por México al Frente (Vooruit voor Mexico)                 | 12.610.120    | 22,28%        | MC            | 1.530.101  | 1,79%      |
| José Meade Kuribreña                                               | Todos por México (Allen voor Mexico)                       | 9.289.835     | 16,41%        | PRI           | 7.677.180  | 13,56%     |
| José Meade Kuribreña                                               | Todos por México (Allen voor Mexico)                       | 9.289.835     | 16,41%        | PVEM          | 1.051.480  | 1,86%      |
| José Meade Kuribreña                                               | Todos por México (Allen voor Mexico)                       | 9.289.835     | 16,41%        | PANAL         | 1.010.891  | 0,99%      |
| Jaime Rodriguez Calderón                                           | Onafhankelijk                                              | 2.961.732     | 5,23%         | Onafhankelijk | 2.961.732  | 5,23%      |
| Margarita Zavala                                                   | Onafhankelijk                                              | 32.743        | 0,06%         | Onafhankelijk | 32.743     | 0,06%      |
| Overige kandidaten                                                 | Overige kandidaten                                         | 31.982        | 0,06%         |               | 31.982     | 0,06%      |
| Geldige stemmen                                                    | Geldige stemmen                                            | 55.039.913    | 97,22%        | 55.039.913    | 55.039.913 | 97,22%     |
| Ongeldig en blanco                                                 | Ongeldig en blanco                                         | 1.571.114     | 2,78%         | 1.571.114     | 1.571.114  | 2,78%      |
| Totaal uitgebracht                                                 | Totaal uitgebracht                                         | 56.611.027    | 100,00%       | 56.611.027    | 56.611.027 | 100,00%    |
| Totaal stemgerechtigden                                            | Totaal stemgerechtigden                                    | 89.250.881    | 63,43%        | 89.250.881    | 89.250.881 | 63,43%     |
| Bron: INE, (es) Wikipedia - Elecciones federales de México de 2018 |                                                            |               |               |               |            |            |

### Reacties
Kort na sluiting van de stemlokalen erkenden Meade, Anaya en Rodriguez hun nederlaag en feliciteerden López Obrador met zijn overwinning. Ook aftredend president Peña Nieto erkende snel de overwinning van López Obrador. Veel internationale reacties hadden het over een aardverschuiving in de Mexicaanse politiek.

### Kaart

Uitslag presidentverkiezingen per staat
Uitslag presidentverkiezingen per district

## Kamer van Senatoren

### Officiële uitslagen
| Alliantie                                                  | Partij(en)    | Partij(en)    | Zetels    | Zetels | +/-  | Percentage | Zetelverdeling |
| Alliantie                                                  | Partij(en)    | Partij(en)    | alliantie | partij | +/-  | Percentage | Zetelverdeling |
| ---------------------------------------------------------- | ------------- | ------------- | --------- | ------ | ---- | ---------- | -------------- |
| Juntos Haremos Historia (Samen gaan we geschiedenis maken) |               | Morena        | 69        | 55     | + 55 | 37,50%     |                |
| Juntos Haremos Historia (Samen gaan we geschiedenis maken) |               | PT            | 69        | 6      | + 2  | 3,82%      |                |
| Juntos Haremos Historia (Samen gaan we geschiedenis maken) |               | PES           | 69        | 8      | + 8  | 2,33%      |                |
| Por México al Frente (Vooruit voor Mexico)                 |               | PAN           | 38        | 23     | - 15 | 17,6%      |                |
| Por México al Frente (Vooruit voor Mexico)                 |               | PRD           | 38        | 8      | - 15 | 5,27%      |                |
| Por México al Frente (Vooruit voor Mexico)                 |               | MC            | 38        | 7      | + 6  | 4,68%      |                |
| Todos por México (Allen voor Mexico)                       |               | PRI           | 21        | 13     | - 44 | 15,90%     |                |
| Todos por México (Allen voor Mexico)                       |               | PVEM          | 21        | 7      | + 3  | 4,46%      |                |
| Todos por México (Allen voor Mexico)                       |               | PANAL         | 21        | 1      | 0    | 2,31%      |                |
| Onafhankelijk                                              | Onafhankelijk | Onafhankelijk | 0         | 0      | 0    | 1,97%      |                |
| Ongeldig                                                   | Ongeldig      | Ongeldig      | -         | -      |      | 4,14%      |                |
| Totaal                                                     | Totaal        | Totaal        | 128       |        |      |            |                |
| Bron: INE en Senaat                                        |               |               |           |        |      |            |                |

### Opmerkelijke resultaten
De alliantie Morena-PT-PES verwierf een ruime meerderheid met 69 van de 128 zetels. Het aantal vrouwelijke senatoren is vrijwel gelijk aan het aantal mannelijke. Gustavo Madero Muñoz, voormalig voorzitter van de Nationale Actiepartij en voormalig voorzitter van de Senaat, werd namens PAN gekozen als grootste verliezer (segunda mayoría) in Chihuahua. Félix Salgado Macedonio, voormalig PRD burgemeester van Acapulco, won namens Morena een van de twee zetels voor de grootste alliantie in Guerrero. Voormalig presidentskandidaat Josefina Vázquez Mota kwam via de nationale lijst door evenredige vertegenwoordiging voor PAN in de Senaat. Voormalig Minister van Binnenlandse Zaken Miguel Angel Osorio Chong werd ook via de nationale lijst voor de PRI gekozen, net als voormalig PRI voorzitster Beatriz Paredes en voormalig gouverneur van de deelstaat Mexico Eruviel Avila. Patricia Mercado en Dante Delgado werden senator voor de MC. Op 87-jarige leeftijd werd Ifigenia Martínez voor Morena tot senator verkozen. Ook voormalig PAN-voorzitter Germán Martínez kwam voor Morena in de Senaat. Voormalig burgemeester van Miguel Hidalgo Xóchitl Gálvez werd gekozen via de nationale lijst voor de PRD.

## Kamer van Afgevaardigden

### Officiële uitslagen
| Alliantie                                                  | Partij(en)    | Partij(en)    | Zetels    | Zetels | +/-   | Percentage | Zetelverdeling |
| Alliantie                                                  | Partij(en)    | Partij(en)    | alliantie | partij | +/-   | Percentage | Zetelverdeling |
| ---------------------------------------------------------- | ------------- | ------------- | --------- | ------ | ----- | ---------- | -------------- |
| Juntos Haremos Historia (Samen gaan we geschiedenis maken) |               | Morena        | 306       | 189    | + 154 | 37,25%     |                |
| Juntos Haremos Historia (Samen gaan we geschiedenis maken) |               | PT            | 306       | 61     | + 55  | 3,93%      |                |
| Juntos Haremos Historia (Samen gaan we geschiedenis maken) |               | PES           | 306       | 56     | + 48  | 2,40%      |                |
| Por México al Frente (Vooruit voor Mexico)                 |               | PAN           | 131       | 83     | - 25  | 17,93%     |                |
| Por México al Frente (Vooruit voor Mexico)                 |               | PRD           | 131       | 21     | - 35  | 5,27%      |                |
| Por México al Frente (Vooruit voor Mexico)                 |               | MC            | 131       | 27     | + 1   | 4,41%      |                |
| Todos por México (Allen voor Mexico)                       |               | PRI           | 63        | 45     | - 158 | 15,90%     |                |
| Todos por México (Allen voor Mexico)                       |               | PVEM          | 63        | 16     | - 31  | 4,79%      |                |
| Todos por México (Allen voor Mexico)                       |               | PANAL         | 63        | 2      | - 8   | 2,47%      |                |
| Onafhankelijk                                              | Onafhankelijk | Onafhankelijk | 0         | 0      | - 1   | 0,96%      |                |
| Ongeldig                                                   | Ongeldig      | Ongeldig      | -         | -      |       | 4,04%      |                |
| Totaal                                                     | Totaal        | Totaal        | 500       |        |       |            |                |
| Bron: INE en Kamer van Afgevaardigden                      |               |               |           |        |       |            |                |

### Opmerkelijke resultaten
De alliantie Morena-PT-PES behaalde een ruime meerderheid met 306 van de 500 afgevaardigden. Voormalig hardloopster Ana Guevara won namens de PT in Nogales. Ernesto Ruffo Appel, PAN, voormalig gouverneur van Baja California, Ismael Hernández, PRI, voormalig gouverneur van Durango, Jorge Emilio González Martínez, voormalig voorzitter PVEM, Marco Antonio Adame, PAN, ex-gouverneur van Morelos, Gabriela Cuevas, Morena, ex-burgemeester van Miguel Hidalgo, Porfirio Muñoz Ledo, Morena en Hugo Ruiz Lustre, Morena, atleet, werden via evenredige vertegenwoordiging verkozen.
1917 · 1920 · 1922 · 1924 · 1926 · 1928 · 1929 · 1930 · 1932 · 1934 · 1937 · 1940 · 1943 · 1946 · 1949 · 1952 · 1955 · 1958 · 1961 · 1964 · 1967 · 1970 · 1973 · 1976 · 1979 · 1979 · 1982 · 1985 · 1988 · 1991 · 1994 · 1997 · 2000 · 2003 · 2006 · 2009 · 2012 · 2015 · 2018 · 2021 · 2024 · 2027